# ドゥーンダリ語
ドゥーンダリ語（ドゥーンダリご、英: Dhundari language）は、インド語派に属する言語である。ラージャスターン州北東部のドゥンダル地方で話されている言語である。ドゥンダル語ともいう。ドゥーンダリはドゥンダルが由来である。

## 言語名別称
- ドゥンダル語
- ドゥーンダル語
- ドゥーンダリ語
- Dhundhari
- Ḍhuṇḍhārī
- Central-East Rajasthani
- Central-East Rājasthānī
- Jaipurī
- Jaipuri
- Dhundari-Marwari
- Standard Rājasthānī
- Eastern Rajasthani
- Standard Rajasthani
- Hāṛauṭī, Hairauti

## 関連項目

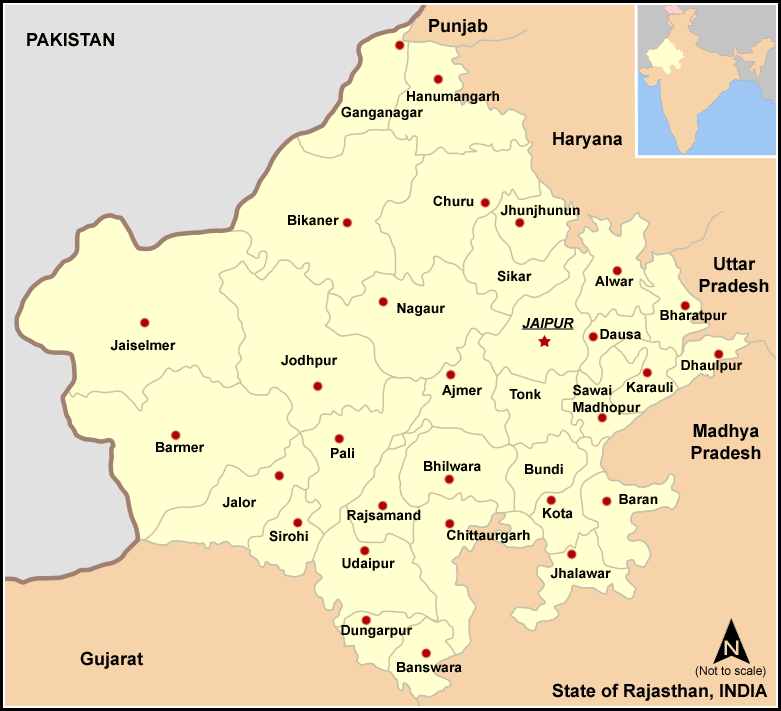
ラージャスターン州